# 鄧智堅
鄧智堅（英語：Eric Tang Chi Kin，1982年9月10日—），香港男演員、編劇、導演、配音員及戲劇導師，現為無綫電視經理人合約藝員和心靈客棧藝術總監，在《萬千星輝頒獎典禮2022》憑《下流上車族》奪得「最佳男配角」獎。

## 簡歷
鄧智堅有一名胞姊從小喜歡讀書，但他自知不是考試材料，因習慣在家中一人分飾多套卡通片的角色，而漸漸培養出演藝興趣。他曾就讀樂善堂陳祖澤學校、樂善堂楊葛小琳中學，早於1998年已經參與電視演出，18歲開始參加沙田話劇團戲劇班，並受團友梁嘉琪鼓勵。中五畢業時，其成績未達到五科合格（中文科不合格）的基本要求，遂獲中學戲劇學會老師及沙田話劇團寫信推薦，再加一封自薦信陳述對演戲的熱誠，最終得到香港演藝學院破例取錄，且順利考取2004年藝術（榮譽）學士表演系深造文憑及2005年藝術（榮譽）學士表演系專業文憑；就讀學院期間因成績優異而取得傑出學生獎，又因出色演繹校內舞台劇《玻璃山》、《菲爾德》，兩度奪得傑出演員獎。2008年，他受詹瑞文和甄詠蓓賞識，羅致加盟PIP劇場當全職演員，同年也獲香港戲劇協會頒發傑出年青演員獎。
鄧智堅擅長創作獨腳戲，曾自編自導自演的舞台作品逾八十部，如《潮性辦公室》、《拚死為出位》、《陳耀德與陳列室》、《星期8的逍遙遊》、《黑色星期一》、《阿Q後傳》、《獨座婚姻介紹所》、《仲夏夜之夢》和《離家出狗》等均受到觀眾歡迎。其中《陳耀德與陳列室》讓他獲提名2010年《第二屆香港小劇場獎》「最佳劇本」，並與《星期8的逍遙遊》兩劇同應墨爾本大學邀請，赴當地演出。2014年，他跟陳慧心合作的舞台劇《女煮人（加辣版）VS 聊Dry男》，飾演宅男、毒男、港男等多個角色亦得到不少正評。同年，他更憑《拚死為出位》一劇角逐《第六屆香港小劇場獎》「最佳男主角」。
另外，鄧智堅曾參與許多國際藝術節，包括2012年倫敦文化奧運之環球莎士比亞戲劇節（《泰特斯》）、2015年加藝太平洋藝術節（《聊Dry男》）、台北藝術節（《阿Q後傳》）、台北關渡藝術節（《泰特斯2.0》）、新加坡華藝節和神戶戲劇節（《金池塘》）等。2017年，他正考慮擴大發展平台，讓更多觀眾認識的時候，在一次機緣巧合下經翟凱泰介紹參與無綫電視節目《最緊要好玩》，繼而獲監製何小慧賞識，遂以自由身形式加入其中；2018及2019年分別因參演劇集《救妻同學會》和主持《粵講粵㜺鬼（第四輯）》，再次受到觀眾注目，同時正擔任「心靈客棧」藝術總監。
2021年4月，鄧智堅正式簽約成為無綫電視基本合約藝人；同時應內部招募參加真人秀節目《好聲好戲》，雖最後落敗卻有份聲演畢業作品《侏羅紀世界》。同年8月，他憑陳炳銓擔任導演的《伊維特》（Yvette），於《瑞典國際短片電影展》（Across the Globe Film Festival）裡奪得「最佳男主角（7月份）」獎；2022年3月轉簽經理人合約。同年10月，他在無綫電視台慶劇《下流上車族》飾演「關細孝」一角，並憑此劇獲得《萬千星輝頒獎典禮2022》「最佳男配角」獎。

### 推廣戲劇教育
鄧智堅早於2008年加入PIP文化產業時，已開辦成人戲劇班，之後亦經常開辦不同主題的戲劇工作坊、2018年起開始擔任無綫電視藝員訓練班導師以推廣戲劇文化，培育相關人才；其學生有周秀娜、梁釗峰（C AllStar）、Super Girls、陳嘉寶、周志文、湯怡、戴祖儀和施匡翹等。

## 演出作品

### 劇集
| 首播                        | 劇名                 | 角色                   |
| 香港電台                    |                      |                        |
| 1998年                      | 教育電視：樂在關懷中 | 黎明正                 |
| ViuTV                       |                      |                        |
| 2017年                      | 午夜伴廊             | 班 長                  |
| 無綫電視                    |                      |                        |
| 2017年                      | 使徒行者2            | 曾 石（第27集）        |
| 2018年                      | 救妻同學會           | 陳 和（第2集）         |
| 2020年                      | 香港愛情故事         | 港家茶餐廳經理         |
| 2021年                      | 陀槍師姐2021         | 賴品立（Peter）        |
| 2021年                      | 愛上我的衰神         | 法 師（第2、6集）      |
| 2022年                      | 愛·回家之開心速遞    | 阿 芬（第1480集）      |
| 2022年                      | 青春不要臉           | 陸 合                  |
| 2022年                      | 金宵大廈2            | 聲 東                  |
| 2022年                      | 回歸                 | 街 坊                  |
| 2022年                      | 回歸                 | 網 友（第2集）         |
| 2022年                      | 美麗戰場             | 智 堅                  |
| 2022年                      | 下流上車族           | 關細孝                 |
| 2023年                      | 破毒強人             | 手 下                  |
| 2023年                      | 香港人在北京         | 孝                     |
| 2023年                      | 新聞女王             | 余英飛（飛爺）         |
| 2024年                      | 旁觀者               | 王寶龍                 |
| 2024年                      | 婚後事               | Gordon                 |
| 2024年                      | 逆天奇案2            | Ricky Sir（第13集）    |
| 2024年                      | 反黑英雄             | 張東                   |
| 2024年                      | 奔跑吧！勇敢的女人們 | 高積及                 |
| 2025年                      | 奪命提示             | 井奕希/莫查斯          |
| 2025年                      | 虛擬情人             | 陳大明                 |
| 未播映                      | 非份之罪             |                        |
| 衛視電影台                  |                      |                        |
| 2019年                      | 心冤                 | Richard（刪減版第5集） |
| 優酷、Viu                   |                      |                        |
| 2019年                      | PTU機動部隊          | 馮 智                  |
| big big channel             |                      |                        |
| 2019年                      | 我老婆唔係人         | 男閏蜜（第7集）        |
| 騰訊視頻、優酷、愛奇藝、Viu |                      |                        |
| 2020年                      | 戰毒                 | Ken                    |
| 邵氏兄弟                    |                      |                        |
| 2023年                      | 廉政狙擊             | 阮春海                 |

### 綜藝節目
| 首播     | 節目名                              | 備註                     |
| 無綫電視 |                                     |                          |
| 2017年   | 最緊要好玩                          | 固定演出                 |
| 2017年   | 最緊要好好玩 消暑版                 | 固定演出                 |
| 2018年   | 食得好健康                          | 演出（飾演 堅堅）        |
| 2019年   | 善心滿東華2019                      | 固定演出                 |
| 2020年   | 娛樂大家10點半                      | 「娛樂家族」成員         |
| 2020年   | 2020用愛站起來                      | 固定演出                 |
| 2020年   | 歡樂滿東華2020                      | 固定演出                 |
| 2020年   | 衝上雲霄大選                        | 固定演出                 |
| 2021年   | 開心大綜藝                          | 固定演出                 |
| 2021年   | 好聲好戲                            | 第一輯、固定參賽者       |
| 2021年   | 明星運動會                          | 固定參賽者               |
| 2021年   | 全城迎奧運                          | 固定演出                 |
| 2021年   | We Miss Hong Kong STAY-cation晉級賽 | 固定演出                 |
| 2021年   | 兒歌金曲SUMMERFEST                  | 固定演出                 |
| 2021年   | 醫醫，我不想再病了                  | 固定演出                 |
| 2021年   | 嘩鬼輪住搶著數                      | 固定演出                 |
| 2021年   | 歡樂滿東華2021                      | 固定演出                 |
| 2022年   | 日日媽媽聲                          | 第二輯、固定演出（短劇） |
| 2023年   | 獎門人聖誕感謝祭                    |                          |
| 2024年   | 除夕倒數迎金龍                      |                          |

### 主持節目
| 首播            | 節目名           | 備註                                     |
| 港台電視31、31A |                  |                                          |
| 2015年          | 好想藝術         | 主持（與朱栢謙及韋羅莎）                 |
| 無綫電視        |                  |                                          |
| 2018年          | 意外現場         | 主持（與吳家樂、黃耀英、江欣燕及邵佩詩） |
| 2019年          | 粵講粵㜺鬼       | 第四輯；主持（與麥美恩、戴祖儀及許文軒） |
| 2019年          | 絕世港佬         | 主持（與吳家樂、敖嘉年、鄧梓峰及黃建東） |
| 2022年          | 就算得你一個觀眾 | 主持（與朱栢謙、黃頌明、吳嘉儀及何遠東） |

### 電影
| 首映   | 電影名               | 角色           |
| 2005年 | 虫不知               | 激動人（大耳） |
| 2010年 | 人間喜劇             | 劉日東         |
| 2017年 | 愛情奴隸獸           | 智 叔          |
| 2017年 | 喵星人               | 犀犀利（配音） |
| 2018年 | 我的情敵女婿         | 沙膽雄         |
| 2019年 | 吃雞戰場（網絡電影） | 戴二富         |
| 2019年 | 再見UFO              |                |
| 2020年 | 乜代宗師             | 拳證及裁判     |
| 2020年 | 阿索的故事           | 家 輝          |

### 舞台劇
| 曾參與舞台劇列表                                                                 | 曾參與舞台劇列表                                   | 曾參與舞台劇列表        | 曾參與舞台劇列表 |
| -------------------------------------------------------------------------------- | -------------------------------------------------- | ----------------------- | ---------------- |
| 首演                                                                             | 劇名                                               | 角色 ／ 性質            |                  |
| 青少年劇團                                                                       |                                                    |                         |                  |
| 2006年2月3 - 5日                                                                 | 校園失竊事件                                       | 導演                    |                  |
| 2006年12月9、10日                                                                | 快餐店                                             | 編劇及導演              |                  |
| 劇場工作室                                                                       |                                                    |                         |                  |
| 2006年7月14 - 16日                                                               | 爺爺與情人                                         | 年青鄧堡                |                  |
| 拉闊劇團                                                                         |                                                    |                         |                  |
| 2006年10月10 - 14日                                                              | 陪你玩到死為止                                     |                         |                  |
| 新域劇團                                                                         |                                                    |                         |                  |
| 2006年11月26日 - 12月30日                                                        | 悲、歡、離、合 — 香港四大時代劇場                  |                         |                  |
| 2008年11月17日 - 12月4日                                                         | 劇場裏的臥虎與藏龍III                              | 編劇及導演              |                  |
| 2009年5月21 - 24日                                                               | 陳耀德與陳列室                                     | 編劇                    |                  |
| 2009年11月17日 - 12月5日                                                         | 劇場裏的臥虎與藏龍IV                               | 編劇                    |                  |
| 2010年11月16日 - 12月3日                                                         | 劇場裏的臥虎與藏龍V                                | （兼編劇及導演）        |                  |
| 2011年6月16 - 19日                                                               | 白色極樂商場漫遊                                   | Holmes                  |                  |
| 2011年11月16日 - 12月4日                                                         | 劇場裏的臥虎與藏龍VI                               | 編劇                    |                  |
| 2012年11月16 - 12月4日                                                           | 劇場裏的臥虎與藏龍VII                              | 編劇                    |                  |
| 前進進戲劇工作坊                                                                 |                                                    |                         |                  |
| 2007年3月5日 - 11日                                                              | 天工開物·栩栩如真                                  | 村 民                   |                  |
| 2007年3月5日 - 11日                                                              | 天工開物·栩栩如真                                  | 管理員                  |                  |
| 2007年6月29日 - 7月2日                                                           | 飛吧！臨流鳥，飛吧！— 消失的翅膀                   |                         |                  |
| 香港演藝學院                                                                     |                                                    |                         |                  |
| 2007年4月20日 - 22日                                                             | 菲爾德（重演）                                     |                         |                  |
| 劇場組合                                                                         |                                                    |                         |                  |
| 2007年7月27日 - 8月12日                                                          | 惡人谷                                             | 樹 精                   |                  |
| 2007年12月14日 - 2008年1月1日                                                    | 尋找聖誕小肥羊                                     |                         |                  |
| 7A班戲劇組                                                                       |                                                    |                         |                  |
| 2007年8月31日 - 9月1日                                                           | 體育時期 青春·歌·劇                                |                         |                  |
| 2012年6月1 - 3日                                                                 | SEVEN：慾望迷室                                    | Jason                   |                  |
| 2013年3月29 - 31日                                                               | SEVEN：慾望迷室（載譽重演）                        | Jason                   |                  |
| 無人地帶                                                                         |                                                    |                         |                  |
| 2008年2月29日 - 3月3日                                                           | 泰特斯                                             | 祈 倫                   |                  |
| PIP劇場                                                                          |                                                    |                         |                  |
| 2008年6月20 - 29日                                                               | 超無聊要愛                                         |                         |                  |
| 2008年8月9、10、13 - 17日                                                        | 超人阿四2008                                       | 超人阿四（編作演員）    |                  |
| 2009年1月1日 - 12月27日                                                          | 潮性辦公室                                         | （兼編劇）              |                  |
| 2009年6月18 - 28日                                                               | 港女發狂之港男發瘟                                 |                         |                  |
| 2009年8月7 - 9日                                                                 | 家家春秋                                           |                         |                  |
| 2009年10月8 - 25日                                                               | 港女發狂之港男發瘟（𡃁模襲地球）                   | 西裝人士                |                  |
| 2009年10月8 - 25日                                                               | 港女發狂之港男發瘟（𡃁模襲地球）                   | 侍 應                   |                  |
| 2009年10月8 - 25日                                                               | 港女發狂之港男發瘟（𡃁模襲地球）                   | 大雄先生                |                  |
| 2009年10月8 - 25日                                                               | 港女發狂之港男發瘟（𡃁模襲地球）                   | 朋 友                   |                  |
| 2009年10月8 - 25日                                                               | 港女發狂之港男發瘟（𡃁模襲地球）                   | 保 鑣                   |                  |
| 2009年10月8 - 25日                                                               | 港女發狂之港男發瘟（𡃁模襲地球）                   | 舞蹈員                  |                  |
| 2009年10月8 - 25日                                                               | 港女發狂之港男發瘟（𡃁模襲地球）                   | 待婚族                  |                  |
| 2009年10月8 - 25日                                                               | 港女發狂之港男發瘟（𡃁模襲地球）                   | 「戀人驗傷計劃」學員    |                  |
| 2010年1月27 - 31日                                                               | 潮性辦公室（重演）                                 | （兼編劇）              |                  |
| 2010年5月27日 - 6月20日                                                          | 潮性辦公室（第二季）                               | （兼編劇）              |                  |
| 2011年                                                                           | 紅雙囍                                             | （兼編劇及導演）        |                  |
| PIP藝術學校                                                                      |                                                    |                         |                  |
| 2008年8月23 - 26日                                                               | 巫婆靚靚的奇幻旅程結業演出2008                     | 編劇及導師              |                  |
| PIP兒童劇場                                                                      |                                                    |                         |                  |
| 2008年12月19 - 28日                                                              | 弊傢伙！巫婆靚靚唔見咗！（聖誕快樂版）             | 毛 毛（編作演員）       |                  |
| 2009年4月3 - 19日                                                                | 海盜家族77                                         |                         |                  |
| 禮賢會上水堂                                                                     |                                                    |                         |                  |
| 2010年1月16日                                                                    | 美麗人生劇場 — 只要信                              | 音響設計                |                  |
| 演戲家族                                                                         |                                                    |                         |                  |
| 2010年7月21 - 25日                                                               | 戀愛輕飄飄（2010回歸版）                           |                         |                  |
| 2017年8月18 - 20日                                                               | 仲夏夜之夢2.0                                      | 樸 克                   |                  |
| 風車草劇團                                                                       |                                                    |                         |                  |
| 2010年8月26日 - 9月5日                                                           | 孔雀男與榴槤女                                     |                         |                  |
| 一路青空                                                                         |                                                    |                         |                  |
| 2010年12月10 - 12日                                                              | 乾塘遊                                             |                         |                  |
| 2012年1月5 - 8日                                                                 | 一千零一夜                                         | 神秘富豪                |                  |
| 2012年9月6 - 9日                                                                 | 芳華絕代之曇花一現                                 | 編劇及導演              |                  |
| 2012年12月22 - 30日                                                              | 金菠蘿戰士                                         | 金 金（兼編劇）         |                  |
| 2013年12月21 - 31日                                                              | 雜果兵團                                           | （兼編劇）              |                  |
| 2014年7月25 - 27、31日、8月1 - 3日                                               | 曇花戀                                             | 編劇及導演              |                  |
| 2014年12月20 - 28日                                                              | 魔法豆腐花                                         | （兼編劇）              |                  |
| 2015年7月23 - 26日                                                               | 忍者BB班                                           | Friend（兼編劇）        |                  |
| 2015年12月19 - 27日                                                              | 金菠蘿戰士（2015載譽重演）                         | 金 金（兼編劇）         |                  |
| 2016年7月1 - 10日                                                                | 雜果兵團（2016載譽重演）                           | 編劇                    |                  |
| 2016年12月23日 - 2017年1月2日                                                    | 馬騮俠                                             | 編劇                    |                  |
| 2017年12月23日 - 2018年1月1日                                                    | 魔法豆腐花（載譽重演）                             | 編劇                    |                  |
| W創作社                                                                          |                                                    |                         |                  |
| 2011年4月8 - 17日                                                                | 小人國3之小人三國                                  | 旅 客（第一場）         |                  |
| 2011年4月8 - 17日                                                                | 小人國3之小人三國                                  | Daniel（第二場）        |                  |
| 2011年4月8 - 17日                                                                | 小人國3之小人三國                                  | 小 堅（第四場）         |                  |
| 2011年4月8 - 17日                                                                | 小人國3之小人三國                                  | 司 儀（第六場）         |                  |
| 2011年4月8 - 17日                                                                | 小人國3之小人三國                                  | 向 南（第七場）         |                  |
| 黑目鳥劇團                                                                       |                                                    |                         |                  |
| 2011年5月20 - 22日                                                               | 星期8的逍遙遊                                      | （兼編劇及導演）        |                  |
| 2011年11月4 - 6日                                                                | 80's 驕雄                                          | （兼編劇）              |                  |
| 浪人劇場                                                                         |                                                    |                         |                  |
| 2011年7月14 - 24日                                                               | 陳耀德與陳列室                                     | 陳耀德（兼編劇）        |                  |
| 2012年2月23 - 26日                                                               | 搜索達文西                                         | 畫室老師                |                  |
| 2015年3月26 - 29日                                                               | 俗物演義 — 80後的城市景觀                          | 文本及導演              |                  |
| 影話戲、iStage                                                                   |                                                    |                         |                  |
| 2011年8月31日 - 9月11日                                                          | 獨坐婚姻介紹所（七度公演）                         | 資優博士生              |                  |
| 香港話劇團                                                                       |                                                    |                         |                  |
| 2011年10月8日                                                                    | 讀戲劇場 — 一將功成                                |                         |                  |
| 2012年10月1日 - 2013年5月1日                                                     | EP仔的綠色日記（小學版） Let's Get Green（中學版） |                         |                  |
| 中英劇團                                                                         |                                                    |                         |                  |
| 2011年                                                                           | 無毒有偶（巡迴劇）                                 | 編劇                    |                  |
| 鄧樹榮戲劇工作室                                                                 |                                                    |                         |                  |
| 2012年4月20、21日、5月3、4日                                                     | 泰特斯（2012）                                     | 祈 倫                   |                  |
| 2015年9月4 - 6日                                                                 | 泰特斯2.0                                          | 祈 倫                   |                  |
| 2016年3月16 - 20日                                                               | 馬克白                                             | 瑪爾康                  |                  |
| 斐劇場                                                                           |                                                    |                         |                  |
| 2013年5月3 - 5日                                                                 | 何式性望愛                                         | 編劇及導演              |                  |
| 一條褲製作                                                                       |                                                    |                         |                  |
| 2013年5月16 - 19日                                                               | 最危險的時候                                       |                         |                  |
| 同流                                                                             |                                                    |                         |                  |
| 2013年9月5日 - 10月6日                                                           | 拚死為出位                                         | 電影臨時演員            |                  |
| 2014年4月3 - 13日                                                                | 拚死為出位（重演）                                 | 電影臨時演員            |                  |
| 2018年1月11 - 14日                                                               | 拚死為出位（三度公演）                             | 電影臨時演員            |                  |
| 放工力量                                                                         |                                                    |                         |                  |
| 2013年10月25 - 27日                                                              | 上班上錯班                                         | 創作及導演              |                  |
| 心靈客棧                                                                         |                                                    |                         |                  |
| 2013年11月8 - 10日                                                               | 華佗六頂記                                         | 編劇、導演及藝術總監    |                  |
| 2017年5月18 - 21日                                                               | 借種消愁                                           | Michael（兼編劇及導演） |                  |
| 甄詠蓓戲劇工作室、實踐劇場（新加坡）                                             |                                                    |                         |                  |
| 2013年11月15 - 17日                                                              | 阿Q後傳（重演、台灣及香港站）                      |                         |                  |
| 心創作劇場                                                                       |                                                    |                         |                  |
| 2014年6月12 - 15日                                                               | 女煮人（加辣版）VS 聊Dry男                         | （兼編劇及導演）        |                  |
| 甄詠蓓戲劇工作室                                                                 |                                                    |                         |                  |
| 2014年10月31日 - 11月2日                                                         | 黑色星期一                                         | 銷售員阿貴（兼創作）    |                  |
| 2014年10月31日 - 11月2日                                                         | 黑色星期一                                         | 小學生（兼創作）        |                  |
| 2014年10月31日 - 11月2日                                                         | 黑色星期一                                         | 魚 春（兼創作）         |                  |
| Jam Cast Management (HK) Ltd、奧爾策劃（香港）有限公司                           |                                                    |                         |                  |
| 2014年11月13 - 16日                                                              | 世人樂章                                           | 編劇及導演              |                  |
| 心靈客棧、香港話劇團                                                             |                                                    |                         |                  |
| 2015年4月18 - 25日                                                               | 聊Dry男                                            |                         |                  |
| 香港舞蹈團                                                                       |                                                    |                         |                  |
| 2015年8月21 - 23日                                                               | 十二生肖大冒險の冰雪奇熊                           | 編劇                    |                  |
| 天比高斐劇場                                                                     |                                                    |                         |                  |
| 2015年12月18、19日                                                               | 曇花戀（重演）                                     | 編劇                    |                  |
| 東立出版集團有限公司                                                             |                                                    |                         |                  |
| 2016年1月14 - 17日                                                               | 亂世英雄                                           | 荀 彧                   |                  |
| 香港藝術節                                                                       |                                                    |                         |                  |
| 2016年2月25 - 28日                                                               | 論語                                               | 編劇及導演              |                  |
| 2018年3月2日                                                                     | 大學之烈火青春                                     | 編劇及導演              |                  |
| 2018年3月17、23日                                                                | 中庸之幸福學堂 （页面存档备份，存于）              | 編劇及導演              |                  |
| 低級巨星                                                                         |                                                    |                         |                  |
| 2016年7月29 - 31日                                                               | 濕咗                                               | 演出顧問                |                  |
| 創典舞台                                                                         |                                                    |                         |                  |
| 2016年11月17 - 20日                                                              | 離家出狗                                           | 葉有成                  |                  |
| 香港青年演藝教育基地、Dream Catcher、夢想沙龍                                    |                                                    |                         |                  |
| 2017年11月24 - 26日                                                              | HIHI 大爆炸                                        |                         |                  |
| 神戲劇場                                                                         |                                                    |                         |                  |
| 2018年7月13 - 27日                                                               | 夕陽戰士                                           |                         |                  |
| 耀榮文化、棋人娛樂、Dream Catcher、Labz Event limited、DayMaker Creative Limited |                                                    |                         |                  |
| 2018年10月5 - 7日                                                                | HIHI 大爆炸（重演） - 憎多JOKE少                   |                         |                  |
| LE SEAN                                                                          |                                                    |                         |                  |
| 2019年8月30 - 9月1日、9月3 - 8日                                                 | First Date                                         | Gabe                    |                  |
| 心靈客棧、劇場製造                                                               |                                                    |                         |                  |
| 2021年1月29日 - 2月7日（原定）                                                   | 妓寨英雄宴                                         | 日 朗（兼編劇及導演）   |                  |

### 音樂錄像
| 年份   | 歌名       | 歌手   |
| 2016年 | 第三類接觸 | 石詠莉 |
| 2018年 | 沉默的士高 | 王菀之 |

### 廣告
| 年份   | 產品                                                            |
| 2018年 | Philips（香港）「空氣清新機特約：塵塵疊之戰」                   |
| 2020年 | www.listentoyourheart.hk「好壞膽固醇真相你要信」                |
| 2020年 | 奧佳華「MySofa 按摩椅 - 人生得意須盡 UwU CHILL 爽按摩人人 UwU」 |
| 2021年 | 積金局「積金供款準確準時 電子服務更快更易」                     |

### 其他
| 日期               | 內容                                  | 備註             |
| 2009年至今         | Clip Magazine                         | 撰寫專欄         |
| 2011年至今         | 信報                                  | 撰寫專欄劇評     |
| 2011年             | 一屋住家人                            | 擔任編劇         |
| 2018年10月11日     | 洪卓立 × 吳浩康《他說他的故事》演唱會 | 拍攝演唱會錄像   |
| 2022年11月20日至今 | 警聲百二秒                            | 扮演案件重演角色 |

## 曾獲獎項與提名
| 年份   | 獎項                                                                 | 結果 |
| 2008年 | 香港戲劇協會「傑出年青演員獎」                                       | 獲獎 |
| 2010年 | 第二屆香港小劇場獎「最佳劇本」 - 新域劇團《陳耀德與陳列室》          | 提名 |
| 2014年 | 第六屆香港小劇場獎「最佳男主角」 - 同流《拚死為出位》                | 提名 |
| 2018年 | 2018香港電視大獎「節目主持人獎」（页面存档备份，存于）               | 提名 |
| 2019年 | 萬千星輝頒獎典禮2019「最受歡迎電視拍檔」（與麥美恩、許文軒、戴祖儀） | 提名 |
| 2021年 | 瑞典國際短片電影展「最佳男主角」 - 《伊維特》（2021年7月）           | 獲獎 |
| 2022年 | AEG 娛樂人氣王2022「人氣男演員（電視劇）」-《下流上車族》            | 獲獎 |
| 2022年 | 萬千星輝頒獎典禮2022「最佳男配角」-《下流上車族》                    | 獲獎 |
| 2022年 | 萬千星輝頒獎典禮2022「最受歡迎電視男角色 」-《下流上車族》關細孝     | 提名 |
| 2022年 | 萬千星輝頒獎典禮2022「飛躍進步男藝員」                               | 提名 |

## 爭議

### 惡搞姜濤
2021年3月24日，鄧智堅在無綫電視的「超級綜藝隆重登場」記者會上，頭戴金假髮佯裝「薑蓉」，唱出《蒙著嘴說愛你》其中一句歌詞「So I say I love you」和唸麥當勞「姜 B 餐」急口令，還擺出心形手勢，影射惡搞組合 MIRROR 成員姜濤。事件引起對方粉絲不滿，並在鄧智堅的 Instagram 裡指摘他不尊重他們的偶像。隨後林盛斌與馮盈盈分別透過社交網站發文，向姜濤致歉以緩和局面。而姜濤則認為此事無傷大雅，指部分粉絲比較激動，自己亦代他們表達歉意。

## 外部連結
- 鄧智堅的Instagram帳戶
- 火水哥的Facebook專頁
- 鄧智堅粉絲的Facebook專頁
- YouTube上的chi kin tang頻道
- 鄧智堅的新浪微博
- 鄧智堅在香港影庫上的簡介
- 鄧智堅  art-mate.net（页面存档备份，存于） ／ 鄧志堅  art-mate.net（（页面存档备份，存于））